# آلن مور
آلن اسوالد مور (به انگلیسی: Alan Oswald Moore) (متولد ۱۸ نوامبر ۱۹۵۳)، نویسنده انگلیسی است که در درجه اول برای کتاب‌های کمیک اش از جمله نگهبانان، وی مثل انتقام و از جهنم شناخته شده‌است. آثار کمیک او هم مورد تحسین منتقدان قرار گرفته و هم در میان عامه مردم شهرت و محبوبیت دارند. از وی با عنوان «بهترین نویسنده کتاب‌های گرافیکی در طول تاریخ» و «یکی از مهم‌ترین نویسندگان بریتانیایی ۵۰ سال اخیر» یاد شده‌است. او گاهی از نام‌های مستعار کرت ویل، جیل دو ری و ترنسلوچیا بابون نیز استفاده می‌کرد.
در اواخر دههٔ ۱۹۷۰، مور کار خود را با نوشتن در مجله‌های غیرحرفه‌ای، زیرزمینی و آلترناتیو بریتانیایی آغاز کرد. سپس موفق شد آثارش را در مجلاتی نظیر ۲۰۰۰ ای‌دی و جنگجو به چاپ برساند. در نهایت، شرکت آمریکایی دی‌سی کمیکز مور را به عنوان «اولین نویسنده کتاب‌های کمیک ساکن بریتانیا که در آمریکا آثار شاخصی تولید کرده‌است» استخدام کرد. در دی‌سی کمیکس او روی شخصیت‌هایی مشهور نظیر بتمن در بتمن: شوخی مرگ‌بار و سوپرمن: چه بلایی بر سر انسان فردا آمده؟ کار کرد و شخصیت‌های فرعی سوامپ تینگ و جان کنستانتین را پرورش داد و همچنین کتاب‌های دست اولی نظیر نگهبانان را نوشت.

## اوایل زندگی
مور در 18 نوامبر سال 1953  در بیمارستان سنت ادموند شهر نورثهمپتون در خانواده کارگری که به اعتقاد او چندین نسل در این شهر زندگی می کردند، به دنیا آمد. منطقه ای فقیر با کمبود امکانات و سطح بالای بی سوادی، اما او با این وجود خود او ذکر کرده که آنجا را بسیار دوست می‌داشت. «من مردم را دوست داشتم. من جامعه را دوست داشتم و... نمی دانستم که چیز دیگری وجود دارد.» او با پدر و مادرش، یعنی کارگر آبجوسازی ارنست مور و چاپگر سیلویا دورین، برادر کوچکترش مایک و با مادربزرگ مادری اش در یک خانه زندگی می‌کرده است. 
از سن پنج سالگی به او لقب «همه‌چیز خوان» داده بودند. او در حالی که در مدرسه ابتدایی اسپرینگ لین تحصیل می‌کرد، مشغول مطالعه کتاب‌های کتابخانه‌های محلی و مدرسه بود و در کنار دنبال کردن کامیک‌های شاخص بریتانیایی تحت تاثیر موج آمریکایی ابرقهرمان‌های آمریکایی چون بتمن، سوپرمن و فلش و نیز قرار گرفته بود. 
از اواخر دهه 60 میلادی او شروع به انتشار داستان‌ها و اشعار خود در چند مجله غیرحرفه‌ای شد و در نهایت یک مجله غیر رسمی تحت عنوان Embryo را تاسیس کرد.  همزمان با فعالیت در Embryo او از مدرسه به علت فروش ال-اس-دی اخراج شد. او بعداً خود را «یکی از ناتوان‌ترین فروشنده‌های ال‌اس‌دی در جهان» توصیف کرد. «مدیر مدرسه با مؤسسات دانشگاهی دیگری که برای آنها درخواست داده بودم تماس گرفت و به آنها گفت که من را نپذیرند، زیرا من برای سلامت اخلاقی بقیه دانش آموزان آنجا خطر دارم، که احتمالاً درست هم هست.» 
او در حالی که چند سال دیگر در خانه والدینش زندگی می کرد، به مشاغل مختلف از جمله نظافت توالت و کار در چرم سازی پرداخت.  در اواخر سال 1973، او با فیلیس دیکسون متولد نورث همپتون آشنا شد و با او به "یک آپارتمان کوچک یک اتاقه در منطقه باراک در نورث همپتون" نقل مکان کرد. پس از ازدواج با دیکسون، به یک مجتمع مسکونی در شرق شهر منتقل شدند و مور مشغول به کار در یک دفتر فرعی پیمانکاری گاز شد. مور که از شغل خود ناراضی بود تصمیم گرفت به دنبال فعالیتی هنری برای کسب درآمد برود. 

## حرفه
او که شغل اداری خود را رها کرد، تصمیم گرفت در عوض به نوشتن و تصویرسازی کمیک های خود بپردازد. در اواخر سال 1979/اوایل سال 1980، او و دوستش، نویسنده کتاب های مصور، استیو مور (که او را از چهارده سالگی می شناخت) با همکاری یکدیگر شخصیت سایبورگ خشن اکسل پرس را برای انتشارات کمیک بریتانیایی دارک استار خلق کردند.  مور سپس در مجله انگلیسی Sounds نیز به نویسندگی و طراحی پرداخت. مور در سال 1979 کامیک «مکسول، گربه جادویی» را خلق کرد و تا سال 1986 مشغول نویسندگی و طراحی این عنوان بود.  تا جایی که تصمیم گرفت طراحی را کنار بگذارد و به شکل دقیق‌تری به نویسندگی کامیک بوک روی بیاورد. او اظهار داشت که: «پس از چند سال انجام دادن این کار، متوجه شدم که هرگز نمی‌توانم نقاشی بکشم. به اندازه کافی خوب یا آنقدر سریع که بتوانم به عنوان حرفه اصلی‌ام ادامه‌اش دهم نیستم.» 
مور به واسطه دوست قدیمی‌اش استیو مور روابطی با AD 2000 یکی از برجسته‌ترین انتشارات کامیک بوکی بریتانیا برقرار کرد و داستانی طولانی برای شخصیت Judge Dredd نوشت اما از آنجایی که این مجموعه کامیک در آن زمان نویسنده دیگری داشت، متن او رد شد. تا اینکه آلن گرنت (نویسنده اسطوره‌ای و خالق چند شماره از به یاد ماندنی‌ترین کامیک‌های دیسی از جمله لوبو) متن او را خواند و در حالی که حسابی طرفدار او شده بود از آلن مور دعوت کرد نویسندگی چند داستان کوتاه برای سری Future Shock از همین کمپانی را بپذیرد.  در همان زمان او پینشهاد نویسندگی برای هفته‌نامه دکتر هو را نیز پذیرفت.
از سال 1980 تا 1986، مور موقعیت خود را به عنوان یک نویسنده مستقل حفظ کرد و برای چندین کمپانی کامیک بریتانیایی نوشت: «به یاد دارم که اتفاقی که به طور کلی می افتاد این بود که همه می خواستند به من کار بدهند، از ترس اینکه فقط رقبایشان کار دیگری به من بدهند. بنابراین همه چیزهایی به من پیشنهاد می کردند.»  عناوین به یاد ماندنی متعددی توسط آلن مور خلق شد که در دوره اوج محبوبیت کامیک در بریتانیا توسط تعداد زیادی از نوجوانان یا بزرگسالان سابقا طرفدار کامیک دنبال می‌شد. از جمله این کامیک‌ها می‌توان  Skizz، D.R. & Quinch و The Ballad of Halo Jones را نام برد.

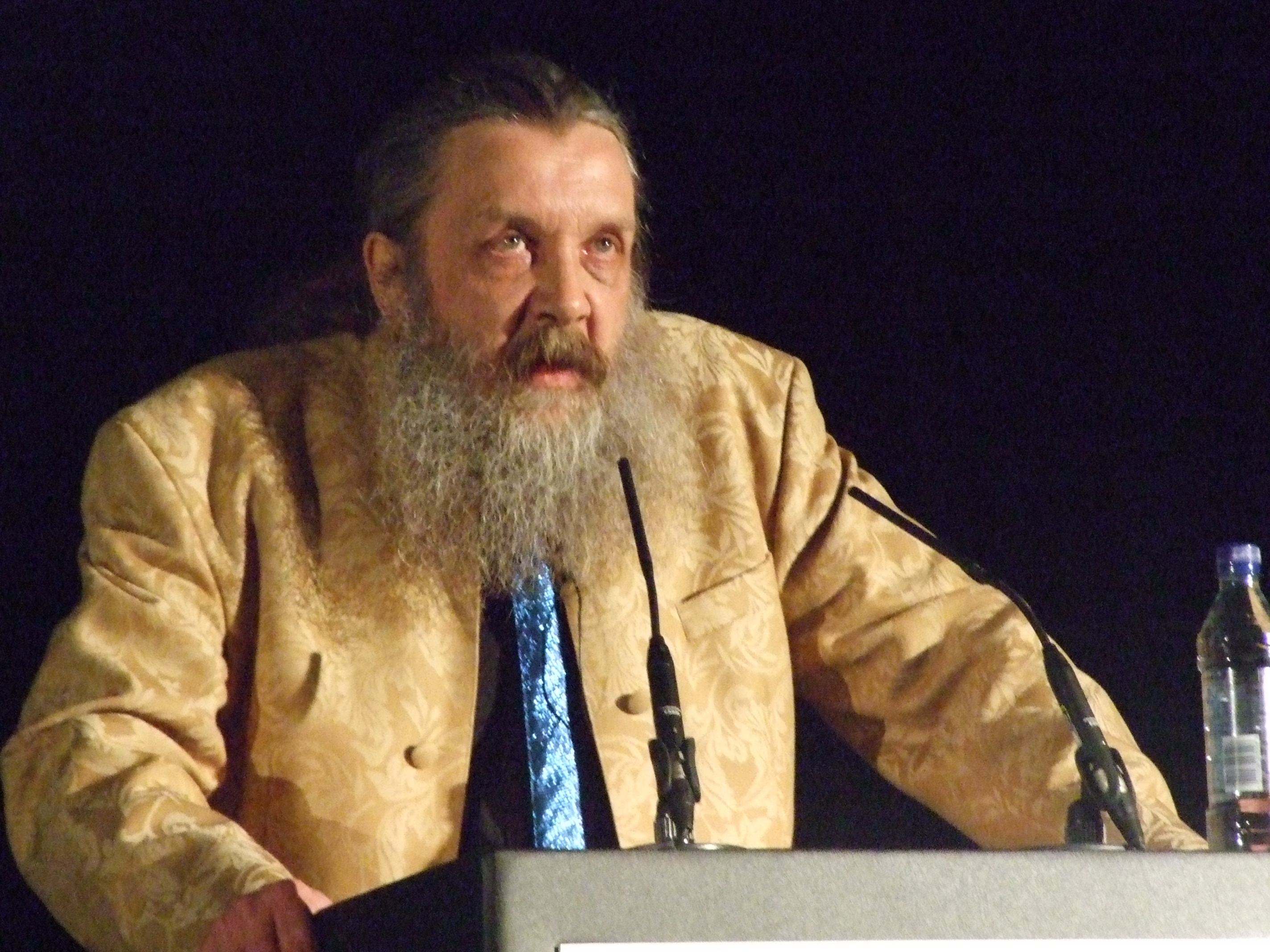
آلن مور درحال سخنرانی در TAM لندن، 2010

نقطه عطف فعالیت نویسندگی آلن مور با ظهور کمپانی Warrior رقم خورد. یک شرکت بریتانیایی تازه تاسیس به رهبری دز اسکین که مجموعه‌ای از نویسندگان و طراحان کامیک را گرد هم آورد و آزادی عمل بیشتری به آنان اعطا کرد. خود مور اظهار دارد در واریر بود که بالاخره به پتانسیل واقعی خود دست پیدا کرد.  مور در ابتدا در Warrior دو مجموعه در حال اجرا داشت: Marvelman و V for Vendetta، که هر دو در اولین شماره Warrior در مارس 1982 عرضه شدند. وندتا یک تریلر دیستوپیایی بود که در سال 1997 آینده اتفاق می‌افتد که در آن یک دولت فاشیست بریتانیا را کنترل می‌کرد و تنها یک آنارشیست تنها با لباس گای فاکس که برای سرنگونی دولت به تروریسم روی می‌آورد با آن مبارزه می‌کرد. اثر به یاد ماندنی دیگری که توسط دیوید لوید به تصویر کشیده شد. سومین سریالی که مور برای Warrior تولید کرد، The Bojeffries Saga بود، یک کمدی درباره خانواده ای از طبقه کارگر انگلیسی از خون آشام ها و گرگینه ها که توسط استیو پارک هاوس طراحی شده بود. انتشارات Warrior پیش از تکمیل تمام این داستان‌ها بسته شد، اما پخش دو عنوان وی مثل وندتا و مارولمن توسط انتشارات‌های دیگری ادامه پیدا کردند. 
مور که از نویسندگان محبوب و شاخص بریتانیایی بود با حقوق مالکیت شخصیت‌ها در صنعت کامیک بریتانیا مشکل پیدا کرده بود و در چندین کمپین متعدد با همکاری دیگر نویسندگان علیه این قوانین اعتراض کرد. سرانجام در 1986 مور همکاری خود را با AD 2000 قطع کرد و تعدادی از مجموعه‌های در حال انتشار خود را نیمه‌کاره گذاشت. مور که پل‌های برگشت به صنعت کامیک بریتانیا را یکی پس از دیگری پشت سر خود میسوزاند در نهایت تصمیم به همکاری و عقد قراردادی طولانی مدت با انتشارات دیسی گرفت. 
او در دیسی کار خود را با شخصیت سوامپ تینگ شروع کرد. او بسیاری از شخصیت‌های جادویی و ماوراء طبیعی دی‌سی را احیا کرد، از جمله Spectre، The Demon، The Phantom Stranger، Deadman، و مهم تر از همه، شخصیت جان کنستانتین را خلق کرد،  یک جادوگر انگلیسی که از نظر بصری بر اساس موسیقیدان بریتانیایی استینگ طراحی شده بود. شخصیت جان کنستانتین بعدها پروتاگونیست مجموعه کامیک پرطرفدار دوزخ‌افروز یا Hellblazer شد. مور نوشتن Swamp Thing را تقریباً چهار سال ادامه داد، از شماره 20 (ژانویه 1984) تا شماره 64 (سپتامبر 1987) به استثنای شماره های 59 و 62. چیزی که هم از نظر تئوریک و هم از نظر تجاری موفقیت‌آمیز بود و DC را برانگیخت تا نویسندگان بریتانیایی مانند گرنت موریسون، جیمی دلانو، پیتر میلیگان و نیل گیمن را برای نوشتن کمیک‌هایی به شیوه‌ای مشابه، که اغلب شامل اصلاحات بنیادی شخصیت‌های مبهم است، استخدام کند. 
موفقیت‌های مور در دیسی در نهایت به او این فرصت را داد تا داستانی برای یکی از شناخته شده ترین ابرقهرمانان دی سی، سوپرمن، با عنوان "برای مردی که همه چیز دارد" بنویسد، که توسط دیو گیبونز تصویرسازی و در سال 1985 منتشر شد. عنوان شاخص دیگر آلن مور با حضور سوپرمن یعنی «چه بر سر مرد فردا آمد؟» که در سال 1986 و با تصویرسازی کرت سوان منتشر شد، به عنوان آخرین داستان سوپرمن در دنیای پیش از بحران در زمین های بی نهایت DC طراحی شد. 
مینی سری نگهبانان یا Watchmen که در 1987 منتشر شد جایگاه آلن مور در تاریخ صنعت کامیک را تثبیت کرد. مور و آرتیست پرآوازه دیو گیبونز، با تصور اینکه اگر قهرمانان ملبس دهه 1940 واقعاً وجود داشته باشند، جهان چگونه خواهد بود، معمایی از جنگ سرد ایجاد کردند که در آن سایه جنگ هسته ای جهان را تهدید می کند. قهرمانانی که در این بحران فزاینده گرفتار شده‌اند، یا برای دولت آمریکا کار می‌کنند یا غیرقانونی هستند، و انگیزه قهرمانی‌شان به خاطر تعلیق‌های روانی مختلف است.Watchmen غیر خطی است و از دیدگاه های متعدد شخصیت‌های داستان روایت می شود. همچنین شامل ارجاعات بسیار پیچیده، کنایه‌ها و دستاوردهایی تجربی در کامیک بوک است. واچمن تنها کمیکی است که برنده جایزه هوگو شده است.  واچمن به طور گسترده ای به عنوان بهترین اثر مور در نظر گرفته می شود و توسط بسیاری از منتقدین به عنوان اثری شناخته میشود که مسیر کامیک بوک را به دنیای واقعی و مسائل بزرگسالانه و پیچیده هدایت کرده است.  لس دانیلز، مورخ کمیک، خاطرنشان کرد که واچمن «مفروضات اساسی را که ژانر ابرقهرمانی بر اساس آن فرموله شده است، زیر سؤال برد». 

از واچمن (1986) همواره به عنوان بهترین اثر آلن مور یاد می‌کنند.

مور پس از موفقیت‌های واچمن برای مدت کوتاهی به یک شهرت رسانه ای تبدیل شد و این توحه بیش از حد به او در نتیجه منجر به کناره گیری او از فندوم‌ها شد و دیگر در همایش های کمیک شرکت نکرد. 
در سال 1987 مور پیشنهادی برای مینی- سری دیگری به نام گرگ و میش ابرقهرمانان ارائه کرد، عنوانی که از اپرای Götterdämmerung اثر ریچارد واگنر (به معنای "گرگ و میش خدایان") الهام گرفته شده بود. این سریال در آینده دنیای DC اتفاق می‌افتد، جایی که دنیا توسط سلسله‌های ابرقهرمانی از جمله خانه فولاد (به ریاست سوپرمن و زن شگفت‌انگیز) و خانه تندر (به رهبری خانواده کاپیتان مارول) اداره می‌شود. این دو خاندان قرار است از طریق یک ازدواج سلسله ای با هم متحد شوند، قدرت ترکیبی آنها به طور بالقوه تهدید کننده آزادی است، و چندین شخصیت، از جمله جان کنستانتین، تلاش می کند تا آن را متوقف کنند و بشریت را از قدرت ابرقهرمانان رها کنند. عنوان Kingdome Come از انتشارات دیسی که بعدها در سال 1996 توسط مارک وید و الکس راس خلق شد شباهت‌های مرموزی با این ایده آلن مور دارد. 
مور سپس داستانی را در کامیک سالانه شماره 11 بتمن (1987) که توسط جورج فریمن کشیده شده بود، نوشت. سال بعد شاهد انتشار گرافیک ناول «بتمن: شوخی کشنده»، به نوشته مور و تصویرگری برایان بولاند بودیم. شاهکار دیگری از آلن مور که همیشه در لیست بهترین آثار مربوط به شخصیت بتمن به چشم میخورد. 
رابطه مور با دی سی کامیکس به تدریج بر سر مسائل حقوق پدیدآورنده و تجاری بدتر شده بود. مور و گیبونز هیچ حق امتیازی برای مجموعه اسپین‌آف‌های Watchmen دریافت نکردند، زیرا DC آنها را به عنوان "اقلام تبلیغاتی" تعریف کرد.  و طبق برخی گزارش‌ها، او و گیبونز تنها 2٪ از سود کسب شده توسط DC را به دست آوردند. مجموعه این اختلافات سرانجام باعث شد مور کار برای دی سی را متوقف کند. 
مور در مصاحبه ای با نیویورک تایمز در سال 2006 به خاطر می آورد که به دی سی گفت: «تو توانستی با موفقیت از من کلاهبرداری کنی و بنابراین من دیگر هرگز برایت کار نخواهم کرد.» 

## جوایز

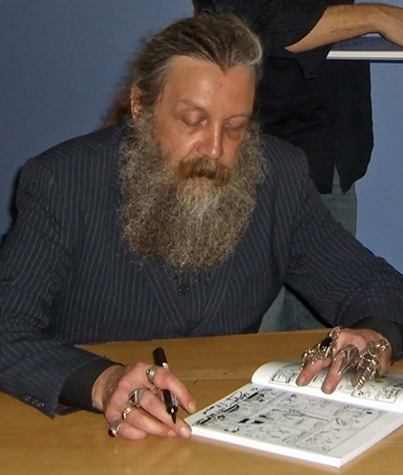
آلن مور در حال امضا اتوگراف، ۲۰۰۶.

مور برنده جوایز متعدد جک کربی در طول زندگی حرفه‌ای خود شد.
مور برنده جوایز عقاب متعددی، از جمله تمامی جوایز سال ۱۹۸۶ برای مراقبان و Swamp Thing است. مور نه‌تنها جایزهٔ «نویسندهٔ محبوب» در بخش ایالات متحده و بریتانیا بدست آورد، بلکه همچنین برندهٔ کتاب کمیک، شخصیت دوم و عنوان جدید محبوب در بخش ایالات متحده و شخصیت اصلی، داستان دنباله‌دار و «شخصیت لایق نام خود» را در بخش بریتانیا شد.
مور چندین بار نامزد جایزه طرفداران و همچنین در سال‌های ۱۹۸۵، ۱۹۸۶، ۱۹۸۷، ۱۹۹۹، و ۲۰۰۰ برندهٔ جایزهٔ نویسندهٔ محبوب راهنمای خریداران کمیک شده‌است. او جایزه طرفداران CBG داستان کتاب کمیک محبوب (مراقبان) در سال ۱۹۸۷ و رمان تصویری یا آلبوم محبوب ابتکاری (بتمن: شوخی کشتار به همراه Brian Bolland) را نیز به دست آورده‌است.
او موفق به دریافت جایزه هاروی بهترین نویسنده سال ۱۹۸۸ (مراقبان)، سال ۱۹۹۵ و ۱۹۹۶ (از جهنم)، ۱۹۹۹ (برای کل آثار شامل «از جهنم» و «عالی») و ۲۰۰۰ (برای لیگ آقایان فوق‌العاده) شده‌است.
مور همچنین در خارج از جهان کمیک نیز مورد تحسین قرار گرفته‌است. گیبون مور و دیو گیبونز در سال ۱۹۸۸ موفق به کسب جایزه هوگو در رده فرم‌های دیگر برای مراقبان شده‌اند.